# Assyriska FF
Maillots
L'Assyriska FF (Assyriska Föreningen) est un club suédois de football Assyro-Chaldéen-Syriaque basé à Södertälje qui s'identifie sous le nom d'Assyrien. Fondé en 1971, le club a évolué à travers le système de championnat suédois et joue actuellement dans le Championnat de Suède de football de seconde division appelé Superettan. Dans leur seule saison passée au Championnat de Suède de football de première division, Allsvenskan en 2005, ils ont eu des victoires surprenantes, telles que le match gagné à 3-0 contre l'IFK Göteborg. Le club a également joué une finale à la Coupe de Suède de football (Svenska Cupen), perdu contre l'équipe IF Elfsborg en 2003.
Souvent considérée comme une équipe de remplacement nationale par le peuple Assyro-Chaldéen-Syriaque originaire d'Irak, de Turquie, de Syrie et d'Iran, Assyriska a de ce fait de nombreux fans à travers le monde.
Leurs matchs en Allsvenskan (Division 1) ont été diffusés dans plus de 80 pays. Le club a également son propre hymne de l'équipe appelée « Mon équipe assyrienne - l'équipe de mes rêves ». Un film documentaire sur Assyriska appelé « Assyriska : une équipe nationale sans nation » a également été réalisé en 2006 par Nuri Kino et Erik Sandberg. Le succès de ce documentaire a permis de remporter la Palme d'Or au Festival du film de Beverly Hills.
L'équipe accède à nouveau à la Division 1 suédoise en 2024. Dans son effectif un défenseur central français, originaire de Rennes : Killian Denoual.

## Historique
Assyriska Föreningen a été fondé en 1971 par des réfugiés syriaques orthodoxes originaire du Sud Est de la Turquie, région appelée aussi Tour Abdin. Trois ans plus tard, une équipe de football a été lancée et a joué sa première saison dans la ligue la plus basse en 1975. L'avancée à travers le système de championnat suédois a été progressive, accompagnée d'une certaine stagnation dans les années 1985-1989, période dans laquelle l'équipe a disputé cinq saisons dans la même division, à savoir, la division IV. Alignant plusieurs succès à partir de l'année 1990, Assyriska Föreningen a évolué à travers les divisions pour enfin atteindre le deuxième rang de la ligue, Division 2 (Superettan) en 1992. Du jamais vu puisque c'est la première fois qu'une équipe de football issue de l'immigration atteint un niveau aussi haut. Cela a été une surprise à tel point que l'événement a été inscrit dans les manuels d'Histoire. Toutefois, l'équipe a été reléguée en 1993, et durant les années suivantes le club a joué tous les deux ans en division 2 avant de réussir à y rester pendant plus d'une saison en 1997. En 2004, Assyriska a atteint la première division (Allsvenskan), la plus haute ligue, au même moment où pour la première fois le club Örebro SK a été relégué en raison de problèmes économiques. Cependant, après seulement une saison passée dans l'Allsvenskan où ils ont terminé à la dernière place, Assyriska a été reléguée en deuxième division. Depuis Assyriska est tombé en division 1 du Nord, mais a connu une excellente saison en 2007 pour finir champions.
À la fin de sa saison 2009 et après avoir tenu le pari de rivaux Syrianska FC, Assyriska a terminé troisième dans le tableau Superettan (Division 2) [2], face à Djurgårdens IF lors d'un match éliminatoire pour une place en Allsvenskan, division 1, en 2010. Assyriska a remporté le premier match à domicile 2-0 mais a été battu 3-0 après une prolongation. Ils restent dans le Superettan (division 2) pour une saison de plus [3].
Le club de foot Assyriska favorise le développement des jeunes joueurs de football et Assyriska FF Ungdom qui jouent en troisième division fait partie intégrante du club.

## Faits divers
Le 1er juillet 2010 à 02h22, Eddie Moussa, 26 ans, un attaquant de l'équipe de football Assysrika depuis 2001, a été abattu avec son frère et un autre homme au Café Oasen à Södertälje lors d'une fusillade ciblée selon la police suédoise. Le crime était vraisemblablement un règlement de comptes entre gangs rivaux de la ville de Södertälje.

## Palmarès
- Superettan
  - Meilleur classement (3e) : 2005, 2009.

- Coupe de Suède
  - Finaliste : 2003

- Division 1 Norra
  - Champion : 2007

## Les fans
Les fans du club de foot Assyriska sont répartis dans plus de 80 pays dans le monde. Considérée comme leur équipe nationale, Assyriska représente toutes les populations Assyriennes Chaldéennes Syriaques et Araméennes à travers le monde. Les Fans sont représentés par le fanclub officiel de l'équipe Assyriska Föreningen Zelge Fans. Un groupe de supporters d'Assyriska a d'abord été formé en 1993 à Södertälje. Ils étaient connus sous le nom de « Neshre », signifiant aigles en syriaque. Trois mois plus tard, le club a changé son nom pour Zelge Fans, Zelge qui signifie « rayons de soleil » en syriaque, un des symboles du drapeau assyrien chaldéen syriaque. Le fanclub est composé en majorité d'Assyriens Chaldéens Syriaques, mais également de nombreux suédois.
À la suite de l'apparition d'internet, le fanclub d'Assyriska a vu leurs membres accroître. Durant ses premières années, Assyriska n'avait pas les moyens de communication actuel pour être en mesure de diffuser les informations sur l'équipe aux assyriens chaldéens syriaques répartis dans la diaspora tels que dans les villes de Chicago, Toronto, en Californie, etc. Avec l'ère d'internet, Assyriska a su étendre son fanclub en dehors de Södertälje et se faire connaître dans plus de 80 pays.
Assyriska est devenu un véritable symbole pour les Assyriens Chaldéens Syriaques à travers le monde à tel point que ces derniers se rendent en Suède pour assister aux matchs de l'équipe d'Assyriska.

## Saisons
| \| Saison \| Niveau \| Division \| Section \| Position \| Mouvements \| \| ------ \| ------ \| ----------- \| --------------- \| -------- \| ------------------ \| \| 1993 \| 2 \| Division 1 \| Norra \| 14e \| Relégation \| \| 1994 \| 3 \| Division 2 \| Västra Svealand \| 1er \| Promotion \| \| 1995 \| 2 \| Division 1 \| Norra \| 12e \| Relégation \| \| 1996 \| 3 \| Division 2 \| Västra Svealand \| 1er \| Promotion \| \| 1997 \| 2 \| Division 1 \| Norra \| 9e \| \| \| 1998 \| 2 \| Division 1 \| Norra \| 5e \| \| \| 1999 \| 2 \| Division 1 \| Norra \| 2e \| \| \| 2000 \| 2 \| Superettan \| \| 11e \| \| \| 2001 \| 2 \| Superettan \| \| 13e \| \| \| 2002 \| 2 \| Superettan \| \| 5e \| \| \| 2003 \| 2 \| Superettan \| \| 10e \| \| \| 2004 \| 2 \| Superettan \| \| 3e \| Promotion \| \| 2005 \| 1 \| Allsvenskan \| \| 14e \| Relégation \| \| 2006* \| 2 \| Superettan \| \| 13e \| Relégation \| \| 2007 \| 3 \| Division 1 \| Norra \| 1er \| Promotion \| \| 2008 \| 2 \| Superettan \| \| 3e \| \| \| 2009 \| 2 \| Superettan \| \| 3e \| Promotion Playoffs \| \| 2010 \| 2 \| Superettan \| \| \| \| * La restructuration du championnat en 2006 crée une nouvelle division au 3e échelon et par conséquent les divisions inférieures perdent un niveau. |        |             |                 |          |                    |
| Saison | Niveau | Division    | Section         | Position | Mouvements         |
| 1993 | 2      | Division 1  | Norra           | 14e      | Relégation         |
| 1994 | 3      | Division 2  | Västra Svealand | 1er      | Promotion          |
| 1995 | 2      | Division 1  | Norra           | 12e      | Relégation         |
| 1996 | 3      | Division 2  | Västra Svealand | 1er      | Promotion          |
| 1997 | 2      | Division 1  | Norra           | 9e       |                    |
| 1998 | 2      | Division 1  | Norra           | 5e       |                    |
| 1999 | 2      | Division 1  | Norra           | 2e       |                    |
| 2000 | 2      | Superettan  |                 | 11e      |                    |
| 2001 | 2      | Superettan  |                 | 13e      |                    |
| 2002 | 2      | Superettan  |                 | 5e       |                    |
| 2003 | 2      | Superettan  |                 | 10e      |                    |
| 2004 | 2      | Superettan  |                 | 3e       | Promotion          |
| 2005 | 1      | Allsvenskan |                 | 14e      | Relégation         |
| 2006* | 2      | Superettan  |                 | 13e      | Relégation         |
| 2007 | 3      | Division 1  | Norra           | 1er      | Promotion          |
| 2008 | 2      | Superettan  |                 | 3e       |                    |
| 2009 | 2      | Superettan  |                 | 3e       | Promotion Playoffs |
| 2010 | 2      | Superettan  |                 |          |                    |

## Personnel

### Management
- Chef d'équipe : Fredrik Furman
- Directeur technique : Melek Bisso

### Sports
- Entraîneur : Valentic Azrudin

### Médecins
- Kitman : Naman Asmar

## Anciens joueurs
- Stojan Lukić
- Ivo Vazgeć

- Everton Alexandre Lemos
- Alex

- Mateus

- Mohamed Gouda

- Henrik Moisander

- Gérald Forschelet

- Pa Dembo Touray

- Aziz Corr Nyang

- Robert Savci

- Ibrahim Attiku
- Charles Sampson

- Lino

- Ghassan Raouf

- Kaspars Gorkss

- Dani Hamzo
- Sargon Simonsson

- Mahmod Hejazi

- Petter Furuseth Olsen

- Ivan Isaković

- Aluspah Brewah

- Leondard Berg
- Jonas Bohlin
- Mattias Bulun
- Kristian Frealdsson
- Erland Hellström
- Daniel Hoch
- Johan Ländin
- Thomas Lekander
- Tony Mahr
- Daniel Nannskog
- David Nordbeck
- Erik Sundin
- Thomas Thudin

- Nadir Benchenaa

- Darko Lukanović

- Michel Berndtsson-Gonzalez
- Joel Riddez

- Patrick Amoah

- Christos Christoforidis
- Alexandros Pappas
- Pavlos Xanthopoulos

- Andreas Yacoub-Haddad

- Simon Masso

- Samuel Ayorinde

- Zoran Manović

- Kabba Samura

- Michel Noyan
- Stefan Batan
- Hasan Cetinkaya
- Melke Demir
- David Durmaz
- Gabriel Ucar
- Naramsin Awrohum

- Robert Baydar

- Maher Malki

- Rabi Jaqueb
- Elias Malke-Gharo
- Raby Youssef

- Aday Kaplan

## Anciens personnels
- Zoran Babić (entraîneur assistant)

## Les entraîneurs
- Peter Antoine (1999)
- Kent Karlsson (1999)
- Rolf Zetterlund (2000)
- Michael Borgqvist (2000–2003)
- Edmond Lutaj (2003–2004)
- Conny Karlsson (2004–2005)
- Zvezdan Milosevic (2005–2006)
- Peter Lenell (2006)
- Pär Millqvist (2006)
- José Morais (2007)
- Edmond Lutaj (2008)
- Michael Borgqvist (2008)
- Robert Johansson (2009)
- Conny Karlsson (2009)